# Shurab
Shurab est une ville du district d'Isfara de la Province de Sughd, au Tadjikistan. La population était d'environ 4 000 habitants au début des années 2000.
La ville est fondée en 1952 en République socialiste soviétique du Tadjikistan. À l'époque soviétique, la population atteindra jusqu'à 8 400 habitants (1991), travaillant pour la plupart dans l'industrie des mines de charbon. On pouvait y trouver de nombreuses usines, un Palais de la Culture, un stade, une bibliothèque, une salle de cinéma, etc. La ville était dépendante de Moscou, les salaires y étaient plus importants que dans les autres villes tadjikes, et y vivre était considéré comme prestigieux par nombre de citoyens de l'URSS.
Après la chute de l'URSS en 1991, la plupart des mines de charbon, des usines et des institutions culturelles fermèrent. La ville perdit alors environ la moitié de sa population. En 2003, la ville, avec de multiples immeubles en ruines, semblait avoir subi un bombardement, le système de distribution d'eau était en majeure partie hors-service, l'eau n'était donc distribué aux habitants que 10 minutes par jour, et un appartement de trois pièces coutait environ 150 roubles (3,5 euros).
La légendaire gymnaste Nelli Kim y est née.